# Mark Strong
Mark Strong (født Marco Giuseppe Salussolia 5. august 1963) er en engelsk skuespiller, der bl.a. har spillet med i politiske actionfilm som Syriana og Body of Lies, og i eventyrfilm som Tristan & Isolde og Stardust.

## Udvalgt filmografi
- Syriana (2005)
- Tristan & Isolde (2006)
- Sunshine (2007)
- Stardust (2007)
- Miss Pettigrew Lives for a Day (2008)
- Babylon A.D. (2008)
- RocknRolla (2008)
- Body of Lies (2008)
- The Young Victoria (2009)
- Sherlock Holmes (2009)
- Robin Hood (2010)
- Dame, konge, es, spion (2011)
- Zero Dark Thirty (2012)
- The Imitation Game (2014)
- Kingsman: The Secret Service (2014)
- Shazam! (2019)